# Margit Rupp
Margit Rupp (* 7. Februar 1955 in Bruchsal; † 18. September 2017 in Tübingen) war als Juristin in leitender Stellung in der Evangelischen Landeskirche in Württemberg tätig.

## Leben
Nach dem Studium der Rechtswissenschaften in Erlangen und Tübingen und der Referendarzeit am Landgericht Tübingen wurde die Assessorin 1986 zunächst wissenschaftliche Mitarbeiterin im Evangelischen Oberkirchenrat und 1993 dann Kirchenrechtsdirektorin für Dienstrecht.
Rupp war von 2001 bis zu ihrem Ruhestand 2017 Oberkirchenrätin und als Direktorin im Evangelischen Oberkirchenrat die juristische Stellvertreterin des württembergischen Landesbischofs.
Von 2003 bis 2009 gehörte Margit Rupp dem Rat der EKD an. Sie war seit 2003 Mitglied des Rundfunkrats des SWR.